# プラヤー・パホンポンパユハセーナー
第2代パホンポンパユハセーナー伯爵（タイ：พระยาพหลพลพยุหเสนา、英：Phraya Phahon Phonphayuhasena) 本名 ポッジ・パホンヨーティン (พจน์ พหลโยธิน、1887年3月29日 - 1947年2月14日）は、タイの政治家、軍人。第2代首相。
注:以下ではすべてパホン伯と表記しました。これは本来的には誤りですが、記事の可読性や日本での慣用などを考慮し採用した物です。

## 来歴

### 首相就任まで

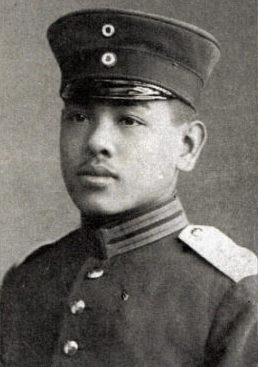
ドイツ留学時のポッジ（1905年)

ポッジ・パホンヨーティンは1887年3月29日、午前3時30分、チャクリー王家に代々仕えてきた家系に生まれた。タイ国内で初等教育を済ませた後父親、初代パホンポンパユハセーナー伯、と同じく軍人になることを志し、陸軍士官学校に入学。16歳の時に士官学校を首席で卒業し、奨学金を得てプロイセン陸軍士官学校に入学。この間、彼はヘルマン・ゲーリングと東條英機と知り合いになった。3年間の修学の後プロイセン軍第4大砲師団で任務に就いた。1912年にはさらに技術習得のためデンマークに留学したが、タイ政府の財政難により翌年タイ本国に呼び戻された。1914年にラーチャブリー県の第4大砲師団で勤務した。1915年にバンコクの大砲局、1917年にはチャチューンサオ県の第9大砲師団で勤務した。
1918年にはサラーユットソラシッティ男爵の称号を授けられた。1920年当時パホンヨーティンは大砲技術に通じていたことから、タイ政府から日本での大砲の買い付けを依頼され、来日したことがある。このとき案内役であった日本人将校が、上野公園の西郷隆盛像とパホンヨーティンを見比べ、パホンヨーティンが西郷と似ていると称して、「あなたはタイの大革命家になるでしょう」と言ったという逸話が残っている。
1930年には砲兵隊監察総監に就任。当時43歳の若手将校であった陸軍大佐サラーユットソラシッティ子爵はこの就任により陸軍幹部会に参加できるほどの高い地位に就くことになった。他方で早過ぎる昇進が妬まれ、当時最新兵器のタイ軍への採用に関する進言が王族出身の幹部によって否決されている。これを機にパホンヨーティンは次第に体制に不満を抱くようになったと言われている。
1931年には亡き父親のパホンポンパユハセーナー伯爵の官位・爵位を戴きと称した。
1932年に起きた立憲革命の主体となる人民党へ参加。人民党のメンバーであったプラユーン・パモーンモントリーが、パホン伯の実の弟であるチャムーン・スラリット少佐を通じてハポンの勧誘を行った。チャムルーン少佐は兄のパホン伯が砲兵隊監察総監の任を解かれ、左遷されることになったのに不満を抱いていることを知り、まず自らの現体制に対する不満を打ち明け、兄の入党を促した。説得には、さらにピブーンソンクラーム男爵も加わった。これにより、人民党内部ではプラディットマヌータム男爵を頂点とする文民派とパホン伯を頂点とする武民派の二大勢力が形成された。
後のパホン伯自身の回想によると、すでにパホン伯は中堅の軍の幹部将校として働いており、立憲革命への参加には迷いがあったと語っている。立憲革命の前夜には女傑といわれた妻にこの計画のことを漏らし、自分自身の迷いをうち明けさらに決意を語っている。パホン伯は立憲革命の後、政府の陸軍派閥の代表として勢力を持ち、マノーパコーンニティターダー伯（以下、マノーパコーン）首相の補佐をした。

### 首相就任
マノーパコーン首相との連携関係が崩れてくるのはプリーディーが『経済計画大網』を発表した1933年頃からである。経済計画は社会主義と資本主義を折衷した物とプリーディーは説明したが、これにはラーマ7世（プラチャーティポック）の支持を受けてマノパコーン首相は猛反対した、この経済計画に反対した勢力の1人がパホン伯の親友であったソンスラデート伯（以下、ソンスラデート）であった。ソンスラデートはこの時、ピブーンソンクラームと共に武民派の一大勢力であり、マノーパコーンを支持し、経済計画反対派に回った。この後プリーディーらの派閥による反対派の襲撃未遂事件があり、反対派であるマノーパコーン、ソンスラデートはラーマ7世の承認を得て国会を停止。一種の反共法を成立させ、共産主義者よばわりされたプリーディーをフランスへ飛ばした。パホン伯は国会の停止には賛成していたが、同志であるプリーディーの左遷には内心不満があった。プリーディーがフランスへ向かう際にパホン伯とプリーディーが抱き合う姿も目撃されている。マスメディアには「ソンスラデートに騙され、国会停止の勅命にサインをしてしまった。」との旨の発言をした。同じ士官学校を出たパホン伯とソンスラデートの友情に影が差した。
同年6月10日、パホン伯、ソンスラデート伯、リットアッカネー伯、プラサートピッタヤーユット子爵ら4人の軍部の大物が健康問題を理由に辞職を願い出る。パホン伯もソンスラデートも辞表は相手方を牽制するつもりで行ったものであり、これによって陸軍の対立が悪化し機能しなくなるのを防ぐことを考えて行ったものであった。また、ラーマ7世は陸軍の権力の大きさを考え辞表を拒否するだろうと見ていた。一方でピブーンソンクラームはそのとき国務大臣をしていたプラユーンと接近し、国王に辞表を承認させるよう仕向けた。結果、ラーマ7世はこの陸軍の大物4人の辞表を承認、マノーパコーンも軍部が政治に関わることを嫌いあえて受理した。陸軍4人の大物が計算違いに慌てる一方で、ピブーンソンクラームは陸軍内での昇進をプラユーンを通じてラーマ7世から取り付け、大物4人を牽制した。一方でピブーンソクラームとはパホン伯とも接触、パホン伯をリーダーにしてスパチャーラーサイ男爵とともに6月20日にマノーパコーンに対して革命を起こし、パホン伯政権を樹立させた。革命側は「政府の無能」を主張した。これはタイの政治史上で長い間独裁をしいた軍事政権の始まりである。

### 第1次パホン伯内閣
1933年6月21日 - 1933年12月16日
パホン伯はクーデターの当日に、日本大使館に駐在している公使を呼んでいる。これは、当時のタイではイギリス・フランスの勢力が前マノーパコーン側と通じていたからであり、日本との関係を強化してこれを打開しようと言うという意図があったからである。この時が日本のタイの政治に直接の影響を及ぼした最初である。この後、1935年あたりまでパホン伯は日本との関係を強化しようとした。クーデターの午後にはパホン伯新政府は外国人企業家を対象に「新政府は共産主義を容認しない」という旨の発言を行い、反共政権だったマノーパコーンを打倒したことに伴うイメージダウンを払拭しようとした。
その後パホン伯は6月24日までに辞表受理以来失ったすべての地位を回復している。29日には革命の同志であるプリーディーを呼び戻し、閣僚に任命した。この時の閣僚編成では、マノーパコーン派が軒並み地位を失った。この時、地位を失ったマノーパコーン派のメンツが集まり、旧体制の高官で新体制に不満のあったボーウォーラデート親王をたてて政府に対して反乱を起こした（ボーウォーラデートの乱）。これはリーダーが王族であったためバンコクの反パホン伯＝ピブーンソンクラーム勢力にあった軍が動かずドーンムアンにおける政府軍との結成で破れた。これにより政敵の居なくなったパホン伯とピブーンソンクラームはその勢力を大きくした。
11月9日には選挙が行われ、12月9日には議員が任命される。これにより12月16日に第2次パホン伯内閣が成立した。

### 第2次パホン伯内閣
1933年12月16日 - 1934年9月13日
1933年12月25日、プリーディーが共産主義者であるという非難があった中で、反共産を自称しているパホン伯はプリーディーが共産主義者でないことを証明するため特別委員会を設置した。これは翌年3月10日にプリーディーは共産主義者でないということで結論が出た。むろんこれはプリーディーが共産主義者であるという疑惑を払拭した物ではなかったが、これによりパホン伯はプリーディー等文民派を抱え込むことに成功した。
そのころラーマ7世は国王の権威が衰えたのを見て、国外へ逃げる用意をしていた。法律は国王の署名をもって有効となるが、国外に居ることでパホン伯の政府に負担を与え、王族を無視したその政治に密かに抵抗しようと試みたのである。国王は1月12日、摂政ナリッサラーヌワッティウォン親王をバンコクに置いて妃と共に、日本人企業家、飯塚茂の手配の元バンコクを後にする。後述するがこれはパホン伯政権にとって大きな痛手となった。
1934年9月には国際ゴム制限条約批准が国会で否決されパホン伯内閣は総辞職した。これにより第3次パホン伯内閣が成立する。

### 第3次パホン伯内閣
1934年9月22日 - 1937年8月9日
ラーマ7世はパホン伯政権に対して9月20日は要求を飲まないと退位するとした書簡をパホン伯政権に対して送りつけた。これはパホン伯やプリーディー等の旧人民党勢力が築き上げた政権基盤に影響を及ばす物であった。このためパホン伯は1934年12月12日から翌年1月31日まで4回におよぶコンタクトをラーマ7世と取り意見を交換した。その後1月31日にパホン伯はこの書簡にかんする秘密会議を開いたが結局はとうてい受け入れられないと判断、拒否した。結果、3月2日にはラーマ7世は退位声明を発表、退位した。これはパホン伯政権にとって大いなる痛手であったが、すぐさまアーナンタマヒドン親王（ラーマ8世）を王位に就け、「国王に承認されざる政府」という汚名を着せられる事を回避した。
一方、同年にラーマ5世（チュラーロンコーン）時代から続いた基本法典の整備が完了したこれによりタイは不平等条約改正に一歩近付いた。
1937年7月27日、民選議員（選挙によって任命された議員）であるリエン・チャイヤカーンが王室財産局の管理する土地などが旧人民党勢力に安く転売された事に対して講義し、パホン伯内閣を辞職に辞表を提出させたこれにより。第3次パホン伯内閣は終わりを迎えた。この後人民代表院（下院議員）は王室財産局の不正な土地転売に関わったとされた摂政団を一旦辞任させ、再び同じ摂政団を8月4日任命した。これにより、第4次パホン伯内閣が成立した。

### 第4次パホン伯内閣
1937年8月9日 - 1937年12月20日
11月7日に総選挙が行われた。そのため、第5次パホン伯内閣が成立した。

### 第5次パホン伯内閣
1937年12月21日 - 1938年12月15日
1937年7月4日、パホン伯政権はすべての国との不平等条約を撤廃した。これによりタイは名実ともに独立国となった。一方で、このころ、無任所大臣であったウィチットワータカーン男爵によってチュラーロンコーン大学で7月15日行われた華僑を痛烈に批判する内容の講演があったが、これに対して民選議員らは「発言は日本に与しており、我が国の中立政策に反する」としてパホン伯政権を批判。王室財政局の不正転売以来の民選議員と任命議員の争いが再発した。国会は混乱に陥り任命議員ら6人によって前述のリエンが池に投げ込まれる事件が発生する。腸の煮えくりかえった民選議員は9月の予算案委員会で、「予算案が簡単すぎである。詳細な案を提出せよ」との旨の決議を出した。パホン伯はこれに対して9月11日、人民代表院を解散させた。
これらの民選議員による攻撃に軟弱な姿勢を見せていたパホン伯のやり方に旧人民党勢力は愛想を尽かしていた。一方民選議員とのやりとりにほとほと疲れていたパホン伯も12月15日に辞表を提出した。この後、国会でソンスラデートとピブーンソンクラームによる政権争いがあったがピブーンソンクラームが首相に就任した。

### 晩年
首相の座を退いたパホンポンパユハセーナー伯は1947年3月14日に脳溢血で死亡した。

## 爵位
- 1918年4月20日、サラーユットソラシッティ男爵 (หลวงสรายุทธ์สรสิทธิ์)
- 1924年7月9日、サラーユットソラシッティ子爵 (พระสรายุทธ์สรสิทธิ์)
- 1931年11月6日、パホンポンパユハセーナー伯爵 (พระยาพหลพลพยุหเสนา)
- 1942年5月15日、爵位廃止。
- 1945年2月15日、爵位復活。 パホンポンパユハセーナー伯爵 (พระยาพหลพลพยุหเสนา)